# Лучше было бы не родиться: о вреде появления на свет
«Лучше было бы не родиться: о вреде появления на свет» (англ. Better Never to Have Been: The Harm of Coming into Existence; 2006) — книга южноафриканского философа Дэвида Бенатара, в которой он приводит философские доводы в пользу антинатализма, утверждая, что появление на свет всегда приносит серьёзный вред новым существам, а потому следует отказаться от размножения. В поддержку этого утверждения используются два основных аргумента: идея о существовании асимметрии между болью и удовольствием и идея о том, что люди имеют ненадёжную оценку качества жизни. Этому изданию предшествовала статья Бенатара 1997 года «Почему лучше никогда не приходить к существованию». Книга вызвала неоднозначную реакцию среди читающей аудитории.

## Основные идеи

### Асимметрия Бенатара
Дэвид Бенатар утверждает: поскольку причинение вреда есть этически неправильный акт и, следовательно, его надо избегать, то должен быть этический императив против начала новых жизней, так как рождение нового существа (любого ощущающего вида, в том числе человека) всегда влечёт за собой нанесение значительного вреда этому же существу. По мнению Бенатара, всякое вновь создаваемое существо ощущающего вида заранее обречено на страдания, даже если условия его жизни будут непрерывно улучшаться. Один из его аргументов, называемый «Бенатарова асимметрия», входит в число известных асимметрий, относящихся к демографической этике, и основан на следующих предпосылках:
- Наличие страданий — зло.
- Наличие удовольствий — благо.
- Отсутствие страданий — благо, даже если это благо не испытывается кем бы то ни было.
- Отсутствие удовольствий не есть зло, если не существует того, для кого данное отсутствие удовольствий является потерей.

Бытие индивидуума обязательно включает в себя как страдания, так и удовольствия. В то же время отсутствие бытия не приводит ни к каким негативным последствиям и позволяет избегать страданий. Несуществующий упускает благо, однако у несуществующего также отсутствует и потребность в благе. Отсутствие блага плохо только тогда, когда существует тот, кто может ощущать его отсутствие. С точки зрения профессора Бенатара, абсолютно любого страдания достаточно, чтобы признать вред появления на свет.
| Сценарий А (X существует)         | Сценарий Б (X никогда не существовал)  |
| --------------------------------- | -------------------------------------- |
| (1) Наличие страданий (Плохо)     | (3) Отсутствие страданий (Хорошо)      |
| (2) Наличие удовольствий (Хорошо) | (4) Отсутствие удовольствий (Не плохо) |

Я считаю, что жить без страданий, жизнью, полной чистого блаженства, омрачённой лишь малюсенькой болью от укола булавкой — хуже, чем вообще не появляться на свет. Возражение состоит в том, что это неправдоподобно. Но если рассматривать отдельно нанесение вреда и количество нанесённого вреда, становится понятнее, что моё суждение не так уж неправдоподобно. Верно, что человек будет любить свою чудесную жизнь, подпорченную единственным уколом булавки, однако такая жизнь уже не будет иметь преимуществ перед несуществованием. Напротив, она обретёт недостаток в виде причинённой (даже единожды) боли.
Если признать, что даже малейший вред — всё же вред (которого можно было избежать, не родись человек), стоит ли отрицать, что жизнь началась ценой страданий (даже незначительных)?… Если бы каждая жизнь содержала в себе только щепотку страданий, польза от рождения, особенно польза для родителей, несомненно, перевешивала бы. К сожалению, в реальности дела обстоят далеко не так привлекательно.
— Дэвид Бенатар

### Антифрустрационизм
Дэвид Бенатар, на основе идей профессора Кристофа Фейджа, выражает точку зрения под названием «антифрустрационизм». Согласно этой точке зрения, удовлетворённое желание и отсутствие желания одинаково хороши, и лишь неудовлетворённое желание — плохо. Иными словами, плохо, когда желания не исполняются, однако исполненные желания ничем не лучше полного отсутствия желаний.
Поэтому существует и другая асимметрия, причём существование вновь оказывается в проигрышной позиции: в несуществовании желания отсутствуют полностью, однако в существовании их огромное количество, и большая часть этих желаний практически всегда остаётся неудовлетворённой.
| Сценарий А (X существует)                     | Сценарий Б (X никогда не существовал)                         |
| --------------------------------------------- | ------------------------------------------------------------- |
| Присутствие неудовлетворённых желаний (Плохо) | Отсутствие желаний, которые не были бы удовлетворены (Хорошо) |
| Присутствие удовлетворённых желаний (Хорошо)  | Отсутствие желаний, которые были бы удовлетворены (Хорошо)    |

Для примера представьте, что мы покрасим дерево возле Сиднейской Оперы в красный цвет и дадим женщине по имени Кейт таблетку, заставляющую её хотеть, чтобы дерево возле Сиднейской Оперы было красным. Профессор Фейдж справедливо полагает, что мы не делаем Кейт никакого блага, и если бы мы ничего не делали, ей не было бы хуже. Главным является не удовлетворение желаний, а отсутствие неудовлетворённых желаний, и важнейшей целью является избегать фрустрации (разочарования от неисполненных желаний).
Антифрустрационизм подразумевает, что лучше было бы не создавать людей. Их удовлетворённые желания не лучше, чем их отсутствие (в нерождённом состоянии). А вот неудовлетворённые желания, которых в жизни появляется несметное количество, хуже, чем отсутствие желаний в не-существовании.
— Дэвид Бенатар

### Численность человечества и вымирание
Бенатар считает, что оптимальная численность населения Земли — «ноль человек», поскольку ни один человек не должен испытывать страдания, однако их испытывает каждый существующий. Поэтому философ поддерживает вымирание человечества, но не поддерживает его истребление, и считает, что единственный способ добиться вымирания мирным путём — прекратить деторождение.

Центральным вопросом темы численности человечества является вопрос: «Сколько людей должно быть?». Неудивительно, что мой ответ на данный вопрос: «ноль».

По приблизительным подсчётам, суммарно существовало 106 миллиардов людей. Конечно, было бы лучше, если бы эти 106 миллиардов (включая Вас и меня) не появлялись на свет, но это уже нельзя исправить. Поэтому стоит сосредоточиться на вопросе, сколько ещё людей может существовать (суммарно, чем в определённый момент будущего). Лучшим ответом вновь будет «ноль», и каждую секунду этот ответ нарушается очередным рождением.
— Дэвид Бенатар

### Аборт
Бенатар положительно относится к аборту и считает его этически и морально оправданным решением. Конечно, лучше всего — вовсе избегать начала беременности, однако аборт — один из способов предотвратить появление на свет страдающего существа.

Если появление на свет причиняет страдания, и если человек ещё не появился на свет (находясь на одной из стадий внутриутробного развития), аборт должен быть совершён. И аргументы потребуются для оправдания продолжения беременности. Отказ от аборта должен считаться провалом, для которого нужны веские причины. И чем серьёзнее вред существования, тем более веские должны быть оправдания для этого провала. Если добавить третье условие (если появление на свет причиняет  огромный вред), я думаю, этот провал вообще невозможно оправдать.
— Дэвид Бенатар
Бенатар считает, что у людей нет никакой обязанности размножаться (даже если на свет будут появляться возможно счастливые люди), а наоборот, поскольку появление на свет всегда причиняет серьёзный вред, у людей есть моральная обязанность не размножаться.

У нас есть моральное обязательство не создавать несчастных людей, и у нас нет моральных обязательств создавать счастливых людей. Причина, по которой мы думаем, что существует моральное обязательство не создавать несчастных людей, заключается в том, что наличие этого страдания было бы плохо (для страдающих), а отсутствие страданий — хорошо (даже если некому наслаждаться отсутствием страданий). Напротив, причина, по которой мы думаем, что создание счастливых людей не является моральным обязательством, заключается в том, что, хотя наличие удовольствий было бы для них благом, отсутствие удовольствий, когда они не возникают, не будет плохим, потому что не будет никого, кто будет лишён этого блага.
Странно упоминать интересы потенциальных детей как причину, по которой мы решаем их создать, и вовсе не странно упоминать интересы потенциальных детей как причину, по которой мы решаем не создавать их. То, что дети могут быть счастливы, не является морально важной причиной для их создания. Напротив, то, что дети могут быть несчастны, является важной моральной причиной не создавать их. Если бы было так, что отсутствие удовольствий — плохо, даже если бы кто-то не существовал, чтобы испытать их отсутствие, тогда у нас была бы серьёзная моральная причина создать ребёнка и создать как можно больше детей. И если бы не было так, что отсутствие боли — это хорошо, даже если бы не существовало кого-то, кто испытал бы это благо, тогда у нас не было бы серьёзной моральной причины не создавать ребёнка.
— Дэвид Бенатар